# سازمان نظام مهندسی ساختمان
سازمان نظام مهندسی ساختمان سازمانی غیردولتی است که به جهت تحقق قانون نظام مهندسی و کنترل ساختمان مصوب سال ۱۳۷۴ به صورت رسمی تأسیس گردید.
سازمان نظام مهندسی برای مرتفع کردن موارد خواسته شده در قانون نظام مهندسی و کنترل ساختمان سال ۱۳۷۴ تأسیس شد تا اهداف کلی زیر را برآورده کند:
1. مهندس فنی و متخصص ساختمان در رأس هرم سازندگی قرار گیرند و صاحبان مهارت‌های فنی در سطوح میانی و کارگران فنی بدنهٔ هرم فنی ساخت و ساز ساختمان‌سازی در ایران را تشکیل دهند.
2. ایجاد یک جامعهٔ حرفه‌ای مولّد ثروت، رفاه، دانش و هنر برای اعضای آن
3. مراقبت از ایمنی، بهداشت و آسایش محیط‌های مسکونی و مدیریت خردمندانهٔ توسعهٔ سالم فضاهای زیستی به کمک مهندسان طراح و نظارت کلی سازمان نظام مهندسی ساختمان
4. ارتقای توان سازندگی و نوآوری در صنعت ساختمان در سطح ملی و منطقه‌ای و ایجاد بستری برای رقابت‌های بین‌المللی

## تاریخچه

### سازمان‌های مهندسی در برابر کانون‌های مهندسی
اولین تشکل‌های مهندسی در ایران، کانون‌های مهندسین استان‌ها بودند که توسط مهندس مهدی بازرگان و همقطارانش بنیانگذاری شد و تا کنون نیز در بسیاری از شهرهای بزرگ ایران دایرند و بیشتر به امور صنفی می‌پردازند. با پسروی حزب نهضت آزادی ایران، تلاش‌هایی برای تضعیف کانون‌ها و واگذاری اختیارات و امکانات این کانون‌ها به سازمان‌های نظام مهندسی گسترده‌تر شده‌است.

### تأسیس سازمان مرکزی مهندسی
در قانون نظام معماری و ساختمانی مصوب سال ۱۳۵۲ و اصلاح‌شدهٔ سال ۱۳۵۶ تأسیس دو سازمان نظام مهندسان معمار و شهرسازی و سازمان نظام مهندسان ساختمان و تأسیسات پیش‌بینی‌شده بود.
در سال ۱۳۷۱ قانون آزمایشی نظام مهندسی ساختمان تصویب شد که به جای دو سازمان ذکر شده در قانون ۱۳۵۶ یک سازمان واحد با عنوان سازمان نظام مهندسی ساختمان تأسیس گردد و در سال ۱۳۷۴ قانون از مرحلهٔ آزمایشی خارج شد و قانون نظام مهندسی و کنترل ساختمان تصویب گردید که در آن هم تأکید بر ایجاد سازمان نظام مهندسی ساختمان شده‌بود و در ماده ۳ آن هدف از تأسیس سازمان را چنین بیان کرده‌است:
برای تأمین مشارکت هر چه وسیعتر مهندسان در انتظام امور حرفه‌ای خود و تحقق اهداف این قانون در سطح کشور سازمان نظام مهندسی ساختمان… تشکیل می‌شود.
در حال حاضر کلیه ارکان سازمان نظام مهندسی ساختمان در سطح استان‌ها و در سطح کشور شکل گرفته‌است و با حدود پانصدهزار نفر عضو، فعالیت خود را به انجام می‌رساند.

## واحدهای استانی
سازمان نظام مهندسی ساختمان دارای واحدهای استانی است و از نظر حقوقی هر سازمان استانی دارای شخصیت مستقل است. ارکان سازمان عبارت است از سازمان استان‌ها، هیئت عمومی سازمان، شورای مرکزی، رئیس سازمان و شورای انتظامی.

### شرایط تشکیل سازمان نظام مهندسی
برای تشکیل سازمان، وجود حداقل ۵۰ نفر داوطلب عضویت از بین مهندسان حوزه آن استان که دارای مدرک کارشناسی در رشته‌های شامل مهندسی معماری، مهندسی عمران، مهندسی تأسیسات مکانیکی، مهندسی تأسیسات برقی، مهندسی شهرسازی، مهندسی نقشه‌برداری، مهندسی ترافیک باشند، ضروری است.

### فعالیت‌های واحدهای استانی
هر سازمان استان دارای مجمع عمومی. هیئت مدیره، شورای انتظامی و بازرسان است. مهم‌ترین فعالیت و اختیارات هیئت مدیره که در واقع وظایف سازمان محسوب می‌شود، به شرح زیر است:
1. برنامه‌ریزی در جهت تقویت و توسعه فرهنگ و ارزش‌های اسلامی در معماری و شهرسازی.
2. برنامه‌ریزی به منظور رشد و اعتلای حرفه‌های مهندسی ساختمان و مشاغل مربوط به آن.
3. ارتقای دانش فنی و کیفیت کار شاغلان در بخش‌های ساختمان و شهرسازی از طریق ایجاد پایگاه‌های علمی و فنی، آموزش و انتشارات
4. همکاری با مراجع مسوول در امر کنترل ساختمان از قبیل اجرای دقیق و صحیح مقررات ملی ساختمان و ضوابط طرح‌های جامع و تفصیلی و هادی در شهرها توسط اعضای سازمان حسب در خواست
5. نظارت بر حسن انجام خدمات مهندسی توسط اشخاص حقیقی و حقوقی در طرح‌ها و فعالیت‌های غیردولتی در حوزه استان
6. تعقیب متخلفان از طریق مراجع قانونی ذی‌صلاح.
7. مشارکت در امر ارزشیابی و تعیین صلاحیت و ظرفیت اشتغال به کار شاغلان در امور فنی مربوط به فعالیت‌های حوزه‌های مشمول این قانون.
8. دفاع از حقوق اجتماعی و حیثیت حرفه‌ای اعضا و تشویق و حمایت از فعالیت‌های با ارزش و برگزاری مسابقات حرفه‌ای و تخصصی و معرفی طرح‌های ارزشمند.
9. تنظیم روابط بین صاحبان حرفه‌های مهندسی ساختمان و کارفرمایان و کمک به مراجع مسوول در بخش ساختمان و شهرسازی در زمینه ارجاع مناسب کارها به صاحبان صلاحیت و جلوگیری از مداخله اشخاص فاقد صلاحیت در امور فنی.
10. کمک به ترویج اصول صحیح مهندسی و معماری و همکاری با وزارت مسکن و شهرسازی و شهرداری‌ها در زمینه کنترل ساختمان و اجرای طرح‌های یاد شده با استفاده از خدمات اعضای سازمان استان.
11. کمک به ارتقای کیفیت طرحهای ساختمانی، عمرانی و شهرسازی در محدوده استان و ارائه گزارش بر حسب در خواست شرکت در کمیسیون‌ها و شوراهای تصمیم‌گیری در مورد این گونه طرح‌ها همکاری با وزارت مسکن و شهرسازی و شهرداری‌ها در زمینه کنترل ساختمان و اجرای طرح‌های یاد شده با استفاده از خدمات اعضای سازمان استان.
12. ارائه خدمات کارشناسی فنی به مراجع قضایی و قبول داوری در اختلافاتی که دارای ماهیت فنی است.
13. همکاری با مراجع استان در هنگام بروز سوانح و بلایای طبیعی.
14. تأیید ترازنامه سازمان و ارائه آن به مجمع عمومی.
15. معرفی نماینده هیئت مدیره سازمان استان جهت عضویت در کمیسیون‌های حل اختلاف مالیاتی در رسیدگی و تشخیص مالیات فنی و مهندسی اعضای سازمان.
16. تهیه و تنظیم مبانی قیمت گذاری خدمات مهندسی در استان و پیشنهاد به وزارت مسکن و شهرسازی.
17. سایر مواردی که در آیین‌نامه اجرایی قانون نظام مهندسی و کنترل ساختمان تعیین شده‌است.
18. هر سازمان استانی دارای یک شورای انتظامی متشکل از یک نفر حقوقدان به معرفی رئیس دادگستری استان و دو تا چهار نفر مهندس خوشنام که به معرفی هیئت مدیرهٔ با حکم شورای مرکزی سازمان نظام مهندسی ساختمان برای مدت ۳ سال منصوب می‌شوند، خواهد بود.[۴]

## شورای مرکزی
به منظور هماهنگی در امور سازمان‌های استان هیئت عمومی سازمان نظام مهندسی ساختمان از کلیه اعضای اصلی هیئت مدیره سازمان‌های استان در سطح کشور تشکیل می‌شود. شورای مرکزی متشکل از ۲۵ نفر عضو اصلی و ۷ نفر عضو علی‌البدل از بین دو برابر اعضای سازمان هیئت مدیره که توسط هیئت عمومی، انتخاب و به وزیر راه و شهرسازی معرفی می‌شوند و توسط وزیر راه و شهرسازی برای مدت ۳ سال انتخاب می‌شوند.
شورای مرکزی برای تعیین رئیس شورا سه نفر را به وزیر راه و شهرسازی پیشنهاد می‌کند و وزیر یاد شده یک نفر را به عنوان رئیس سازمان، جهت صدور حکم به رئیس‌جمهور معرفی می‌نماید. [1]

## رؤسای سازمان
| ردیف | ردیف   | نام            | نگاره         | دوران تصدی   | دوران تصدی    | رشته تحصیلی | واحد استانی | گمارنده | گمارنده     |
| ردیف | ردیف   | نام            | نگاره         | آغاز تصدی    | پایان تصدی    | رشته تحصیلی | واحد استانی | گمارنده | گمارنده     |
| ---- | ------ | -------------- | ------------- | ------------ | ------------- | ----------- | ----------- | ------- | ----------- |
|      | ۱      | سید محمد غرضی  |               | ۱۳۷۷         | ۱۳۸۰          | برق         |             |         | ؟           |
|      | ۲      | سید محمد غرضی  |               | ۱۳۸۰         | ۱۳۸۳          | برق         |             |         | ؟           |
|      | ۳      | سید محمد غرضی  |               | ۱۳۸۳         | ۱۳۸۶          | برق         |             |         | ؟           |
|      | ۴      | سید محمد غرضی  |               | ۱۳۸۶         | ۱۳۸۹          | برق         |             |         | ؟           |
|      | ۵      | سید مهدی هاشمی |               | ۱۳۸۹         | ۱۳۹۲          | معماری      |             |         | علی نیکزاد  |
|      | ۶      | اکبر ترکان     |               | ۱۶ بهمن ۱۳۹۲ | ۲۶ دی ۱۳۹۵    | مکانیک      |             |         | عباس آخوندی |
|      | ۷      | فرج‌الله رجبی   |               | ۲۶ دی ۱۳۹۵   | ۰۷ دی ۱۳۹۸    | عمران       | فارس        |         | عباس آخوندی |
|      | ۸      | احمد خرم       |               | ۰۷ دی ۱۳۹۸   | ۳۰ بهمن ۱۴۰۰  | عمران       | تهران       |         | محمد اسلامی |
|      | سرپرست | حمزه شکیب      |               | ۳۰ بهمن ۱۴۰۰ | ۰۴ آبان ۱۴۰۱  | عمران       | تهران       |         | رستم قاسمی  |
|      | ۹      | حمزه شکیب      | ۰۴ آبان ۱۴۰۱  | ۲۶ آبان ۱۴۰۳ |               | عمران       | تهران       |         | رستم قاسمی  |
|      | سرپرست | امین مقومی     |               | ۲۶ آبان ۱۴۰۳ | ۲۰ مرداد ۱۴۰۴ | عمران       | قم          |         | فرزانه صادق |
|      | ۱۰     | امین مقومی     | ۲۰ مرداد ۱۴۰۴ | اکنون        |               | عمران       | قم          |         | فرزانه صادق |

## آزمون نظام مهندسی
آزمون نظام مهندسی ساختمان (آزمون ورود به حرفه مهندسان)، امتحانی تستی، سراسری کشوری و جزوه باز است. که جهت صدور پروانه اشتغال به کار مهندسی پایه ۳ (پروانه کسب مهندسی) زیر نظر وزارت راه و شهرسازی و سازمان سنجش برگزار می‌گردد. تا قبل از سال ۱۳۹۸ مجموعه آزمون‌های نظام مهندسی ساختمان هر سال در دو نوبت برگزار می‌شد اما از سال ۱۳۹۸ به بعد تنها یک بار در سال آزمون‌ها برگزار شده‌است. آزمون در رشته‌های هفتگانه مهندسی ساختمان (عمران، معماری، برق، مکانیک، نقشه‌برداری، شهرسازی، ترافیک) در صلاحیت‌های نظارت و اجرا و طراحی/محاسبات با توجه به نیاز هر رشته، آزمون مستقل برای هر صلاحیت برگزار شده و پروانه مهندسی مستقل در هر صلاحیت برای شخص حقیقی صادر می‌شود.
همچنین داوطلبان می‌توانند با توجه به رشته تحصیلی و آزمون‌های برگزار شده؛ همزمان در هر سه آزمون (طراحی، نظارت، اجرا)، یا دو آزمون یا تک آزمون شرکت کنند و همزمان همه صلاحیت‌های ممکن را اخذ نمایید، آزمون رقابتی یا بر اساس ظرفیت شهر و استان نبوده و ملاک قبولی آزمون‌ها تنها کسب حد نصاب نمره ۵۰٪ است.